# François-Paul Brueys d'Aigalliers
François-Paul Brueys d'Aigalliers, hrabě de Brueys (* 12. února 1753 v Uzès, Gard, Francie, † 1. srpna 1798 v bitvě u Abukiru, Egypt) byl francouzský admirál. Velel francouzské flotile, která dopravila Napoleona Bonaparte z Francie do Egypta roku 1798.

## Životopis
Hrabě Brueys se narodil ve staré jihofrancouzské šlechtické rodině a na jeho rodném domě je dnes pamětní deska. Ve svých 13 letech vstoupil do královského válečného námořnictva a roku 1777 se stal námořním podporučíkem. Účastnil se americké osvobozenecké války v rámci francouzské pomoci povstalcům (1778) pod velením admirála de Grasse. Roku 1788 poprvé obdržel velení lodě – vojenské zásobovací fluty La Barbeau. Roku 1789 byl povýšen na námořního poručíka. V běhu první fáze revoluce pak obdržel hodnost námořního kapitána (1792). Přestože celá jeho rodina v revoluci zahynula, neemigroval a dále sloužil Francii. Velel pak válečné lodi ve flotile admirála Trugueta při bojích v Neapolsku a Sardinii (1792). Během této kampaně patřil ke skupině nejbližšího kruhu admirálova. Roku 1793 pak byl admirál Truguet i kapitán Brueys pro svůj šlechtický původ propuštěni z námořnictva (admirál dokonce zatčen).
Po Robespierrově pádu však byl admirál Truguet nejen rehabilitován, ale roku 1795 jmenován ministrem námořnictva. Povolal do služby i kapitána Brueyse a roku 1795 prosadil jeho povýšení do hodnosti kontradmirála. Následujícího roku 1796 byl Brueys účastníkem neúspěšné výpravy do Irska. Byl zástupcem velitele námořní složky výpravy admirála Justina de Gallese (transportovanému vojsku velel generál Lazare Hoche) a po návratu byl v listopadu 1796 povýšen do hodnosti viceadmirála. Dostal rozkaz velet flotile na Jadranu. Tam se setkal s generálem Bonaparte a stal se jeho bezmezným obdivovatelem. V Benátkách jej zastihlo roku 1797 uzavření míru v Campo-Formio. Následně dle podmínek mírové dohody obsadil Jónské ostrovy. Generál Napoleon Bonaparte viděl v Brueysovi pečlivého statečného námořníka, nevadilo mu, že nemá žádné rozsáhlé velitelské zkušenosti strategického charakteru a prosadil jej do funkce velitele flotily, která měla v rámci Napoleonova egyptského tažení dopravit francouzské vojsko do severní Afriky.
Brueysovým úkolem bylo l) dopravit vojsko bezpečně do Egypta a při cestě zajistit obsazení Malty, 2) umožnit hladké vylodění vojska v Egyptě, 3) vrátit se s flotilou do bezpečných přístavů (francouzských, či La Valletta či Korfu). Prvé dva úkoly splnil Brueys dokonale. S návratem však nepochopitelně váhal. Britská flotila pod velením kontradmirála Horatia Nelsona pronásledovala Brueysovo loďstvo - 73 dní je hledala v Středozemním moři. Až 1. srpna 1798 se podařilo Nelsonovi dostihnout Francouze v abukirské zátoce nedaleko Alexandrie při ústí Nilu. Nelson okamžitě zahájil bitvu - Bitva u Abúkíru, která patří v dějinách námořní strategie k nejznámějším. Nelson postřehl chybné postavení za sebou zakotvených francouzských lodí. Brueys totiž očekával možnost útoku jen na pravoboku lodí, neboť lodě kotvily levobokem blízko břehu. Proto přemístil všechna děla na pravobok. Nelson však viděl i možnost útoku z levoboku (tedy mezi zakotvenou flotilou a pobřežím) a útočil z obou stran. Brueyes stál až do konce na palubě vlajkové lodi L'Orient (120 děl) a zemřel na četná střelná poranění - dělová kule mu utrhla obě nohy. Krátce poté vybuchla i celá loď, když byl zasažen sklad střelného prachu. Bitva skončila totálním vítězstvím britské flotily.
Napoleon Bonaparte zhodnotil Brueysovo jednání výstižnou větou: „Si, dans ce funeste evenement, il a commis des fautes, il les a expiees par sa fin glorieuse.“ („Ano, během této neblahé události udělal závažné chyby, ale odčinil je svým hrdinným koncem.“). Jeho jméno je vyryto na Vítězném oblouku v Paříži.